# Níquelskutterudita
La níquelskutterudita es un mineral arseniuro, por tanto en la clase de los minerales sulfuros, y dentro de esta pertenece al llamado “grupo de la escuterudita”. Fue descubierta en 1845 cerca de Schneeberg en los montes Metálicos, en el estado de Sajonia (Alemania), siendo nombrada así por ser el miembro con níquel de la serie de la escuterudita. Un sinónimo poco usado es dienerita.

## Características químicas
Es un arseniuro de níquel, perteneciente al grupo de la escuterudita que agrupa a todos los arseniuros.
Forma una serie de solución sólida con el mineral escuterudita (CoAs3-x), en la que la sustitución gradual del níquel por cobalto va dando los distintos minerales de la serie.
Además de los elementos de su fórmula, suele llevar como impurezas: hierro, bismuto y azufre.

## Formación y yacimientos
Se forma en vetas de alteración hidrotermal depositado a moderada temperatura.
Suele encontrarse asociado a otros minerales como: arsenopirita, plata nativa, bismuto nativo, calcita, siderita, barita o cuarzo.